# Ramón Rozas Mendiburi
Ramón Rozas Mendiburi (Concepción, Chile, 1808 - Santiago, Chile, 1894) fue un político chileno.

## Biografía
Hijo de don Juan Inocencio Martínez de Rozas y Rafaela Mendiburi. Se graduó de abogado el 27 de agosto de 1833.
Militante del Partido Liberal, fue elegido Diputado por Concepción en 1840, reelegido en 1843 y 1846. Volvió al Congreso por Rere en 1852 y por Itata en 1864. Secretario de la Intendencia de Concepción en 1858 y ministro de la Corte de Apelaciones penquista en 1859.
Senador por Ñuble en 1861 a 1882. Senador por Linares en 1882-1891. A su iniciativa se deben las leyes de creación de la Corte de Apelaciones de Concepción y la repatriación de los restos de Bernardo O’Higgins desde Perú.